# Quyền LGBT ở Liên bang Micronesia
Quyền đồng tính nữ, đồng tính nam, song tính và chuyển giới (tiếng Anh: lesbian, gay, bisexual and transgender) ở Micronesia có thể phải đối mặt với những thách thức mà những người không phải LGBT phải đối mặt. Các hộ gia đình do các cặp đồng giới đứng đầu không đủ điều kiện cho các biện pháp bảo vệ pháp lý tương tự dành cho các cặp vợ chồng khác giới, vì hôn nhân đồng giới và kết hợp dân sự không được phép.
Liên bang Micronesia bao gồm hơn 600 hòn đảo và khoảng 100.000 người. Phần lớn dân số xác định là Kitô hữu.
Năm 2011, Micronesia đã ký "tuyên bố chung về chấm dứt các hành vi bạo lực và vi phạm nhân quyền liên quan dựa trên xu hướng tính dục và bản dạng giới" ở Liên Hợp Quốc, lên án bạo lực và phân biệt đối xử với người LGBT. Phân biệt đối xử trên cơ sở xu hướng tình dục đã là bất hợp pháp kể từ năm 2018.

## Bảng tóm tắt
| Hoạt động tình dục đồng giới hợp pháp                                                                                       | Yes               |
| Độ tuổi đồng ý | Yes               |
| Luật chống phân biệt đối xử chỉ trong việc làm                                                                              | (Từ năm 2018)     |
| Luật chống phân biệt đối xử trong việc cung cấp hàng hóa và dịch vụ                                                         | (Từ năm 2018)     |
| Luật chống phân biệt đối xử trong tất cả các lĩnh vực khác (Bao gồm phân biệt đối xử gián tiếp, ngôn từ kích động thù địch) | (Từ năm 2018)     |
| Hôn nhân đồng giới | No                |
| Công nhận các cặp đồng giới                                                                                                 | No                |
| Con nuôi của các cặp vợ chồng đồng giới                                                                                     | No                |
| Con nuôi chung của các cặp đồng giới                                                                                        | No                |
| Người LGBT được phép phục vụ công khai trong quân đội                                                                       | Không có quân đội |
| Quyền thay đổi giới tính hợp pháp                                                                                           | No                |
| Truy cập IVF cho đồng tính nữ                                                                                               | No                |
| Mang thai hộ thương mại cho các cặp đồng tính nam                                                                           | No                |
| NQHN được phép hiến máu | No                |